# Escut de Son
Escut de Son fou l'escut d'armes del municipi extingit de Son, a la comarca del Pallars Sobirà.
Perdé vigència el 1970, quan foren agrupats els antics termes d'Isil, Son, Sorpe i València d'Àneu en el municipi de nova creació d'Alt Àneu.
El 15 de juliol del 1992, després de 20 anys sense escut normalitzat segons la normativa actualment vigent, el nou municipi adoptà l'Escut d'Alt Àneu.

## Descripció heràldica
Escut d'or, un arbre verd; al peu, el nom de la localitat, SON.